# Nemuri Kyōshirō sappōjō
Série Nemuri Kyōshirō
Le Combat de Kyōshirō Nemuri
(1964)
Pour plus de détails, voir Fiche technique et Distribution.
Nemuri Kyōshirō sappōjō (眠狂四郎殺法帖, Nemuri Kyōshirō sappōjō) est un film japonais réalisé par Tokuzō Tanaka, sorti en 1963. C'est l'adaptation du roman Nemuri Kyōshirō de Renzaburō Shibata.

## Synopsis
Nemuri Kyōshirō est un maître de l'épée, mais c'est un homme qui ferme son esprit à cause de son passé malheureux. Nemuri Shiro est attaqué par sept ninjas Iga une nuit. Tuez jusqu'à six, mais un s'enfuit. Le lendemain, Chisa, une femme du clan Kaga, rend visite à Kyoshiro et lui demande de la protéger car un homme nommé Chinson vise sa vie.

## Fiche technique
- Titre : Nemuri Kyōshirō sappōjō
- Titre original : 眠狂四郎殺法帖 (Nemuri Kyōshirō sappōjō?)
- Réalisation : Tokuzō Tanaka
- Scénario : Seiji Hoshikawa (ja) d'après le roman Nemuri Kyōshirō de Renzaburō Shibata
- Photographie : Chikashi Makiura
- Décors : Akira Naitō
- Musique : Taichirō Kosugi
- Société de production : Daiei
- Pays d'origine :  Japon
- Langue originale : japonais
- Format : couleur - 2,35:1 - 35 mm - son mono
- Genres : chanbara - jidaigeki
- Durée : 82 minutes[3]
- Date de sortie :
  - Japon : 2 novembre 1963[3]

## Distribution
- Raizō Ichikawa : Nemuri Kyōshirō
- Tamao Nakamura : Chisa
- Jō Kenzaburō : Chinson
- Katsuhiko Kobayashi (ja) : Kinpachi
- Saburō Date (ja) : Naya Gohei

## SérieNemuri Kyōshirōavec Raizō Ichikawa
- 1963 : Nemuri Kyōshirō sappōjō (眠狂四郎殺法帖?) de Tokuzō Tanaka
- 1964 : Le Combat de Kyōshirō Nemuri (眠狂四郎勝負, Nemuri Kyōshirō shōbu?) de Kenji Misumi
- 1964 : Nemuri Kyōshirō engetsugiri (眠狂四郎円月切り?) de Kimiyoshi Yasuda
- 1964 : La Ballade de Kyōshirō Nemuri (眠狂四郎女妖剣, Nemuri Kyōshirō joyōken?) de Kazuo Ikehiro
- 1965 : Nemuri Kyōshirō mashōken (眠狂四郎魔性剣?) de Kimiyoshi Yasuda
- 1965 : Kyōshirō Nemuri : le sabreur et les pirates (眠狂四郎炎情剣, Nemuri Kyōshirō enjōken?) de Kenji Misumi
- 1966 : Nemuri Kyōshirō tajōken (眠狂四郎多情剣?) d'Akira Inoue
- 1966 : Nemuri Kyōshirō buraiken (眠狂四郎無頼剣?) de Kenji Misumi
- 1967 : Nemuri Kyōshirō burai hikae: Mashō no hada (眠狂四郎無頼控 魔性の肌?) de Kazuo Ikehiro
- 1968 : Nemuri Kyōshirō hitohadagumo (眠狂四郎人肌蜘蛛?) de Kimiyoshi Yasuda
- 1968 : Nemuri Kyōshirō onna jigoku (眠狂四郎女地獄?) de Tokuzō Tanaka
- 1969 : Nemuri Kyōshirō akujogari (眠狂四郎悪女狩り?) de Kazuo Ikehiro